# Coppa dei Paesi alpini
La Coppa dei Paesi alpini è una competizione di sci alpino formata da più gare che assegnano ai vari atleti un numero di punti. Lo sciatore che otterrà il maggior numero di punti si aggiudicherà la coppa.
È riservata ai soli Paesi dell'arco alpino: Italia, Slovenia, Croazia, Austria, Svizzera, Liechtenstein e Francia.

## Storia
Nata nel 1959, la Coppa dei Paesi alpini, competizione riservata alla Nazionale C di sci alpino, ha visto partecipare e vincere delle gare a molti di quelli che sarebbero diventati i più grandi sciatori della storia, quali Gustav Thöni, Pirmin Zurbriggen e Marc Girardelli.
Questa competizione serve per formare giovani sciatori che competeranno prima in Coppa Europa di sci alpino, poi in Coppa del Mondo di sci alpino.